# Carugate
Carugate est une commune italienne d'environ 14 300 habitants située dans la ville métropolitaine de Milan, dans la région Lombardie, dans l'Italie nord-occidentale.

## Histoire
Le nom de Carugate fut sans aucun doute formé sur une base gallo-romaine. Les premières traces remontent au XIe siècle lorsque le roi Henri III du Saint-Empire remet aux moines de San Dionigi les biens légués par l'archevêque Ariberto d'Intimiano.

## Administration
| Période                                  | Période | Identité | Étiquette | Qualité |
| ---------------------------------------- | ------- | -------- | --------- | ------- |
|                                          |         |          |           |         |
| Les données manquantes sont à compléter. |         |          |           |         |

### Communes limitrophes
Agrate Brianza, Caponago, Brugherio, Pessano con Bornago, Bussero, Cernusco sul Naviglio.